# Armathwaite Castle

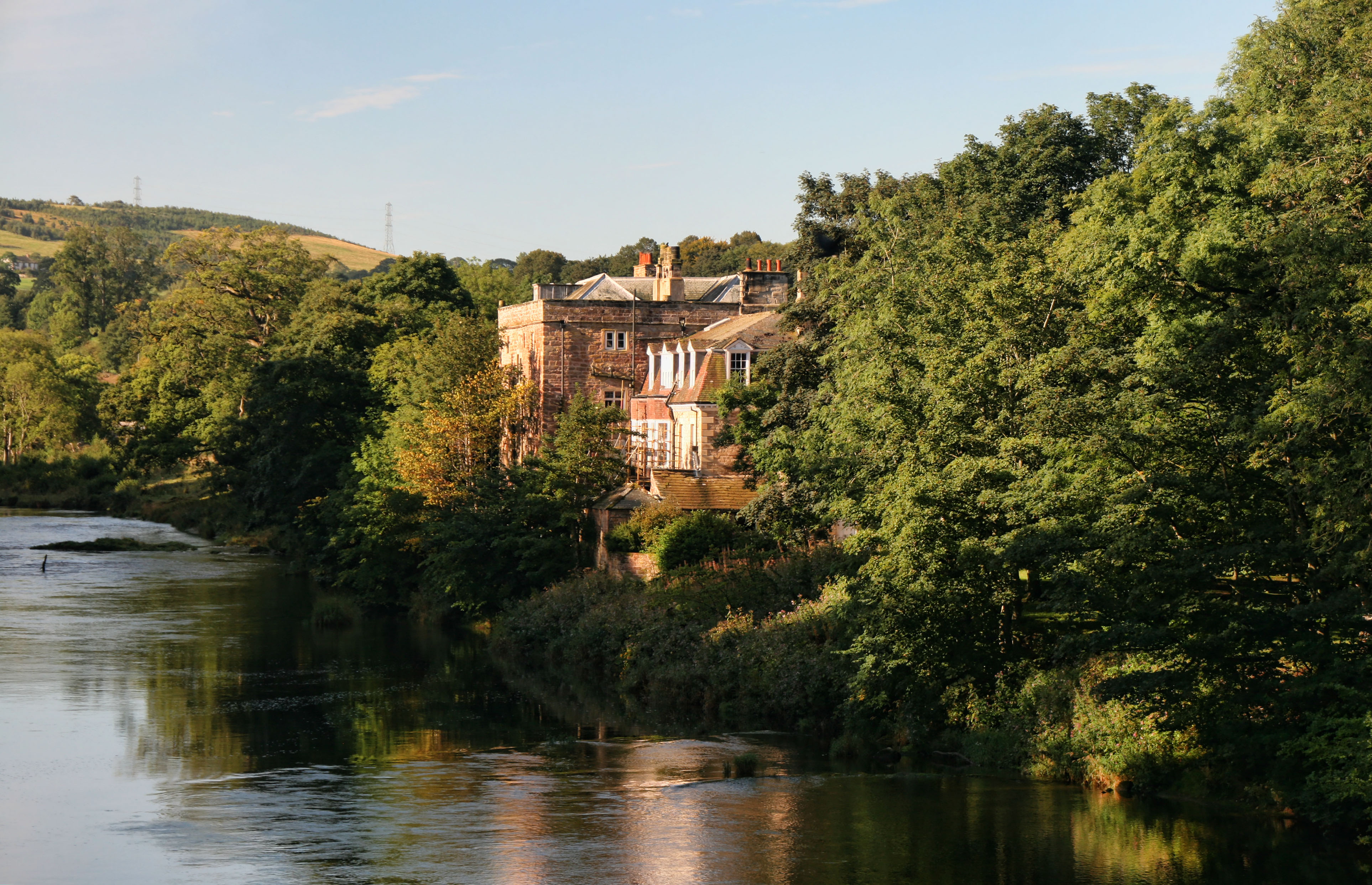
Armathwaite Castle

Armathwaite Castle ist eine ehemalige Burg und ein Herrenhaus im Dorf Armathwaite in der englischen Grafschaft Cumbria. Die originale Burg an den Ufern des Flusses Eden wurde im 15. Jahrhundert errichtet, um sich gegen schottische Überfälle zu schützen. Später wurde sie in ein Herrenhaus umgebaut und ist heute von English Heritage als historisches Gebäude II*. Grades gelistet.

## Details
Armathwaite Castle ließ im 15. Jahrhundert die Familie Skelton am Westufer des Flusses Eden errichten. Vermutlich erteilte John Skelton den Auftrag für das dann 1445 fertiggestellte Gebäude. Es handelte sich um einen vierstöckigen Peel Tower, der das Edental vor schottischen Überfällen schützen sollte.
1712 fiel die Burg an die Familie Sanderson. Robert Sanderson machte sie zu einem Zentrum seiner Sammlung von Antiquitäten und Relikte. Später war die Familie Milbourne Eigentümer und ab 1846 William Lowther, der Earl of Lonsdale. Ende des 18. und im 19. Jahrhundert wurde die Burg in ein Herrenhaus umgebaut, das mit Werkstein verkleidet in klassizistischem Stil erbaut wurde. Auch wurde ein Flügel für Büros angebaut.
Heute ist das Herrenhaus in privater Hand.